# Ray Bumatai
Raimund „Ray“ Bumatai (* 20. Dezember 1952 in Offenbach am Main; † 6. Oktober 2005 auf Hawaii) war ein Schauspieler, Komiker und Musiker auf Hawaii.

## Leben
Ray Bumatei hat in zahlreichen Filmen, Fernsehfilmen und Theaterprojekten auf Hawaii und in Hollywood mitgewirkt. Er spielte unter anderem bei Magnum, Baywatch – Die Rettungsschwimmer von Malibu, Jake und McCabe – Durch dick und dünn, Dr. Kulani – Arzt auf Hawaii und Hawaii mit. Bumatei war zudem Synchronsprecher für die Disney-Filme Lilo & Stitch und Rocket Power.
Im Jahre 2002 war ein Gehirntumor diagnostiziert worden, den Ray Bumatai besiegt zu haben glaubte. Die Krankheit kehrte jedoch zurück. Seinen letzten Auftritt hatte er im Januar 2005 gemeinsam mit seiner Gattin Karen „Bree“ Brilliande in dem Stück Over the Tavern. Bumatai hinterlässt neben seiner Ehefrau, mit der er seit 1993 verheiratet war, auch seine Tochter Cecilly Ann Bumatai.